# Armand-Louis Bonnin de Chalucet
Pour les articles homonymes, voir Chalucet.
Armand-Louis Bonnin de Chalucet, né en 1641 en Bretagne et mort le 10 juillet 1712 à Toulon est un homme d'Église français des XVIIe et XVIIIe siècles. Il est évêque de Toulon entre 1684 et 1712.

## Biographie
Armand-Louis Bonnin de Chalucet naît en Bretagne en 1641. Le 27 avril 1673, il est nommé abbé commendataire de l'abbaye des Vaux-de-Cernay, charge qu'il conservera jusqu'à sa mort. Il est ordonné prêtre en 1675, à l'âge de 34 ans.
Nommé évêque de Toulon le 31 mai 1684, à l'âge de 43 ans, il est confirmé au siège de la ville, le 4 février 1712.
On lui doit la construction de l'hôtel-Dieu de Toulon qui deviendra plus tard l'hôpital Chalucet et dont la partie conservée des bâtiments abrite aujourd'hui la médiathèque homonyme.